# Dangerous World Tour
El Dangerous World Tour fue la segunda gira mundial del artista estadounidense Michael Jackson que tuvo lugar durante 1992 y 1993 con el fin de promocionar su octavo álbum de estudio como artista en solitario, Dangerous (1991). La gira, patrocinada por Pepsi, no solo tuvo el objetivo de revelar el nuevo álbum, sino también de recaudar fondos para diversas organizaciones benéficas, en particular para la Heal the World Foundation, fundación sin ánimo de lucro creada por el cantante en 1992 para garantizar la atención médica, condiciones de vida dignas, alimentación saludable y una educación de calidad a los niños necesitados de todo el mundo y sensibilizar al mundo sobre la necesidad de proteger la naturaleza y mantener la paz, la armonía y la tolerancia en todo el mundo.
El Dangerous World Tour comenzó en Múnich, Alemania el 27 de junio de 1992 y concluyó en Ciudad de México, México el 11 de noviembre de 1993, visitó Europa, Asia, América del Sur y América del Norte en 69 fechas y para una audiencia total estimada de más de 3,5 millones de personas, se estima que ha recaudado 125 millones de dólares.
El 11 de noviembre de 1993, debido a turbulentos problemas personales y agotamiento físico, Jackson se vio forzado a cancelar el resto de la gira poco después de la mitad de la misma. El cantante sufría de migrañas, deshidratación y numerosas lesiones, también debido a su adicción a los analgésicos surgida a raíz del estrés ocasionado por las acusaciones de abuso sexual formuladas en su contra en aquel tiempo.
Además de pasar por Europa, Asia y América del Norte (aunque la programación original de la gira también incluía África y Oceanía), esta fue la única gira de Jackson que pasó por América del Sur.

## Antecedentes
El 27 de enero de 1989, Jackson terminó el Bad World Tour, su primera gira musical como solista, la cual había recaudado más de 125,8 millones USD. Inicialmente planeó no volver a salir de gira y concentrarse en hacer álbumes y películas; sin embargo, tras el lanzamiento de su octavo álbum de estudio, Dangerous (1991), una conferencia de prensa se llevó a cabo el 3 de febrero de 1992 en el Radio City Music Hall de la ciudad de Nueva York para anunciar la Dangerous Tour. El evento, al que asistieron 200 personas, fue organizado por el patrocinador de Jackson, Pepsi, con él también presente. El cantante explicó que su única razón para ir de gira una vez más era recaudar fondos para su recién formada Heal the World Foundation, para ayudar a los niños y al medio ambiente. Se reveló que Jackson planeaba actuar en Europa, Asia, América Latina y Australia, sin fechas en los Estados Unidos o Canadá. Jackson comentó: «espero con ansias esta gira porque me permitirá dedicar tiempo a visitar a los niños de todo el mundo, así como difundir el mensaje de amor global, con la esperanza de que otros se animen a hacer su parte para ayudar a sanar el mundo».

## Preparaciones y diseños
La gira también incorporó varias ilusiones teatrales. La mayoría de los conciertos dieron por terminado con un especialista, Kinnie Gibson, que en secreto ocupaba el lugar de Jackson cuando estaba de rodillas en una plataforma, vestido con un traje de astronauta completo (por lo tanto aparece como Jackson), volando fuera del estadio con un cinturón cohete.
El concierto también comenzó con un truco de ilusión similar, desarrollada por el cantante y conocida como “the Toaster” (o “el Tostador” en la traducción al español), en que tras el repique de campanas y el rugido de una pantera (lo que indicaba al público que el espectáculo comenzaría), Jackson fue catapultado al escenario a través de una trampilla situada en la parte delantera. Una versión similar del truco “the Toaster” se usó al comienzo de la actuación de medio tiempo del Super Bowl XXVII de Jackson.
En la etapa de 1992, la transición de “Thriller” a “Billie Jean” fue un truco de ilusionismo. Al final de la actuación de “Thriller”, Jackson (aunque en realidad se trataba de un bailarín de respaldo enmascarado de hombre lobo haciéndose pasar por el cantante) quedó «atrapado» en un ataúd por sus bailarines-zombis, que desapareció con él en su interior. Jackson aparece a continuación, alrededor de un minuto más tarde, vestido completamente para “Billie Jean” en el nivel superior del escenario, ya que disminuye hacia abajo. Esta ilusión se retiró en algunos conciertos de la primera etapa y en toda la segunda etapa, siendo reemplazada por un bis del “Monster Breakdown” (la secuencia de baile en “Thriller”). Otro truco se produjo durante la transición “Working Day and Night” a “Beat It”, donde Jackson al sentarse en una silla aparentemente normal y ser cubierto con una toalla, siendo tomada segundos después, desaparece. Alrededor de un minuto después, Jackson apareció en una grúa sobre la multitud con el traje de “Beat It”.
El traje fijo del espectáculo de Jackson (un traje dorado parecido a un uniforme de esgrima, que cubre todo el tronco del cantante), que se utiliza para la mayor parte del show a partir de la actuación de "Wanna Be Startin' Somethin'" fue el mismo, tanto en la primera como en la segunda etapa de la gira, pero la apertura varía de una a otra: Para desarrollar el traje de la gira, junto con su equipo de diseñadores, Jackson fue influenciado por los uniformes militares. Los trajes para las actuaciones de "Jam", "Working Day and Night" y su posterior gira "HIStory", son ejemplos de ello. Durante la primera etapa de la gira, el uniforme utilizado por Jackson para la canción "Jam", que abre el show, era una chaqueta de plata iridiscente con una insignia policial y un brazalete negro en el brazo derecho junto a dos cinturones metálicos o dorados (aunque en ciertos conciertos Jackson solo utiliza 1 cinturón). 
Para el primer espectáculo de la gira realizado en Múnich y los espectáculos realizados en Tokio, Jackson vestía un uniforme negro con tres correas de oro empernadas, una va desde el cuello hasta la cintura en una dirección y las otras dos en otra, este traje se utilizó en el show de medio tiempo del Super Bowl. Más tarde para la segunda etapa de la gira, ya en 1993 utilizaría una chaqueta similar pero con algunas leves diferencias, esta chaqueta sería utilizada más tarde en el Concierto Real en Brunéi en 1996, y en una sesión de fotos en 1999.

### Europa y Asia (1992)
Durante la etapa europea de 1992, a MTV se le permitió filmar detrás de bambalinas y entrevistar a muchas personas involucradas, incluyendo profesionales, bailarines e incluso a los admiradores de Jackson, para que las escenas fuesen presentadas en un programa especial titulado "Dangerous Diary" presentado por Sonya Saul. MTV publicó la filmación de "Billie Jean y "Black or White" en el primer espectáculo en Múnich. "Billie Jean" fue lanzada con 2 versiones diferentes, una por MTV como un especial, y la otra en el documental de Dangerous Diary. Ambas versiones han colocado un fragmento de la grabación original a capela de Jackson en "Billie Jean" durante las voces en directo cuando Jackson lanza su fedora.
Jackson vendió los derechos cinematográficos de su concierto en Bucarest, Rumania el 1 de octubre de 1992 a HBO por $21 millones de dólares. El acuerdo fue el más alto jamás pagado por un concierto en vivo. El concierto fue retransmitido en vivo por la radio y la televisión a través de 61 países, y recibió los más altos índices de audiencia televisiva en la historia de la cadena HBO. Más tarde, recibió la mayor audiencia por cable de la historia, en la que Jackson fue honrado con un premio cableACE en 1994.
En 2004, el concierto fue lanzado en DVD como parte de la caja recopilatoria de Jackson "The Ultimate Collection" y al año siguiente, fue lanzado como un DVD por separado llamado "Live In Bucharest: The Dangerous Tour". Las imágenes utilizadas en la versión final son en realidad una mezcla de las imágenes de Bucarest - La emisión de la BBC, la transmisión en vivo de HBO (pago por visión) y la versión televisiva de HBO. Sin embargo, para el DVD, tomas de admiradores y ángulos de cámara alternativos (incluyendo los espectáculos en otras ciudades como Múnich, Monza, Colonia, Copenhague, Bremen, Leeds, Londres, Fráncort del Meno, Lausana, París, Toulouse, Oviedo y Madrid) se incluyeron para dar al espectáculo mayor dinamismo.
El concierto realizado en Toulouse, Francia el 16 de septiembre de 1992 contó con una interpretación instrumental especial de la primera mitad de la canción "In the Closet" como un interludio entre las canciones "Heal the World" y "Man in the Mirror. La Princesa Estefanía de Mónaco, que era la "Mystery Girl" en la canción real, estuvo presente en este concierto. Este concierto marcó la primera y única vez que esta canción fue realizada durante esta gira.
El 31 de diciembre de 1992 durante el concierto de Fin de Año Nuevo en Tokio, Japón, Slash hizo una aparición especial para la actuación de "Black or White". Slash también hizo una aparición especial para "Black or White" en el concierto en Roma, Italia el 4 de julio de 1992 y en el realizado en Oviedo, España el 21 de septiembre de 1992.

### Europa, Asia y Latinoamérica (1993)
El día en que inició la segunda etapa, el 24 de agosto de 1993 en Bangkok, Tailandia, las acusaciones de abuso sexual infantil contra Jackson se hicieron públicas. Tres días antes, una orden de registro fue emitida, permitiendo a la policía buscar pruebas en el Rancho Neverland en Santa Ynez, California, la antigua residencia del cantante.
El 29 de agosto, Jackson se presentó frente a 47.000 personas en su 35° cumpleaños en Singapur.
Durante su visita en Moscú en septiembre, a Jackson se le ocurrió escribir la canción "Stranger in Moscow", que sería lanzada en su álbum HIStory: Past, Present and Future, Book I, de 1995. Fue durante un momento en que Jackson se sentía muy solo, lejos de su familia y amigos, pero cada noche durante sus giras, los admiradores permanecerían en su hotel y lo apoyarían. Stranger in Moscow resultó ser una de las canciones más aclamadas por la crítica del cantante.
Durante la última parada de la gira, Jackson realizó cinco conciertos con entradas agotadas para un total de más de 500.000 personas (100.000 por cada concierto), en Ciudad de México en el Estadio Azteca.
La gira estaba programada para terminar en diciembre de 1993 en Australia, pero debido a la presión como resultado de los cargos de abuso sexual infantil (que fueron generados por los medios de comunicación y la atención de la prensa) y diversas lesiones y problemas de salud Jackson canceló el resto de la gira, terminando en México. El intérprete se hizo dependiente de los analgésicos, quién sufría de deshidratación, migrañas y lesiones. Jackson envió un comunicado a través de sus agentes de prensa, donde explicó que suspendía el resto de su gira por problemas de salud, concretamente "por su adicción a los medicamentos contra el dolor". Más tarde, dos días después de la cancelación, Pepsi anunció que el contrato con Jackson había terminado (el contrato estaba programado para terminar en el mismo momento que la gira). Se cancelaron conciertos en Inglaterra, Suiza, Alemania, España, Turquía, Corea del Sur, Chile, Indonesia, México y en algunos países como Grecia, Venezuela, Perú, India, Puerto Rico y Australia; Jackson no brindó ningún concierto de los programados.

## Lista de canciones
| 1992 | |
| --- | --- |
| \| - Brace Yourself (vídeo) 1. «Jam» 2. «Wanna Be Startin' Somethin'» 3. «Human Nature» 4. «Smooth Criminal» 5. «I Just Can't Stop Loving You» (dueto con Siedah Garrett) 6. «She's Out of My Life» 7. «I Want You Back» / «The Love You Save» / «I'll Be There» 8. «Thriller» 9. «Billie Jean» - The black panther (vídeo) \| 1. «Workin' Day and Night» 2. «Beat It» - «Someone Put Your Hand Out» (interludio instrumental) 1. «Will You Be There» 2. «The Way You Make Me Feel» 3. «Bad» 4. «Black or White» - «We Are the World» (vídeo) 1. «Heal the World» 2. «Man in the Mirror» \| | |
| - Brace Yourself (vídeo) 1. «Jam» 2. «Wanna Be Startin' Somethin'» 3. «Human Nature» 4. «Smooth Criminal» 5. «I Just Can't Stop Loving You» (dueto con Siedah Garrett) 6. «She's Out of My Life» 7. «I Want You Back» / «The Love You Save» / «I'll Be There» 8. «Thriller» 9. «Billie Jean» - The black panther (vídeo) | 1. «Workin' Day and Night» 2. «Beat It» - «Someone Put Your Hand Out» (interludio instrumental) 1. «Will You Be There» 2. «The Way You Make Me Feel» 3. «Bad» 4. «Black or White» - «We Are the World» (vídeo) 1. «Heal the World» 2. «Man in the Mirror» |

| 1993 | |
| --- | --- |
| \| - Brace Yourself (vídeo) 1. «Jam» 2. «Wanna Be Startin' Somethin'» 3. «Human Nature» 4. «Smooth Criminal» 5. «I Just Can't Stop Loving You» (dueto con Siedah Garrett) 6. «She's Out of My Life» 7. «I Want You Back» / «The Love You Save» / «I'll Be There» 8. «Thriller» 9. «Billie Jean» \| - The black panther (vídeo) 1. «Will You Be There» 2. «Dangerous» 3. «Black or White» - «We Are the World» (intermedio) 1. «Heal the World» Encore 1. «Man in the Mirror» \| | |
| - Brace Yourself (vídeo) 1. «Jam» 2. «Wanna Be Startin' Somethin'» 3. «Human Nature» 4. «Smooth Criminal» 5. «I Just Can't Stop Loving You» (dueto con Siedah Garrett) 6. «She's Out of My Life» 7. «I Want You Back» / «The Love You Save» / «I'll Be There» 8. «Thriller» 9. «Billie Jean» | - The black panther (vídeo) 1. «Will You Be There» 2. «Dangerous» 3. «Black or White» - «We Are the World» (intermedio) 1. «Heal the World» Encore 1. «Man in the Mirror» |

| Notas | |
| --- | --- |
| - «Rock with You», «Remember the Time» e «In the Closet» formaban parte del repertorio original, pero se quedaron fuera por restricciones de tiempo y fallas de vestuario, respectivamente. Banda y bailarines ensayarían «Remember the Time» ocasionalmente tras iniciar la gira. - El video musical de «Give In to Me», dirigido por Andy Morahan, se filmó dos días antes del concierto inaugural en Múnich. - En el concierto de Londres del 23 de agosto de 1992, Jackson interpretó Black or White completamente en vivo por encima del playback. Esta sería la única vez que interpretaría esta canción en vivo, ya que en el primer concierto de la gira, interpretó la primera estrofa únicamente en vivo. - Una breve versión instrumental de «In the Closet» fue tocada como interludio entre las canciones "Heal the World" y "Man in the Mirror" durante el concierto del 16 de septiembre de 1992 realizado en Toulouse. - Como reveló Jackson en Private Home Movies, hubo un promedio de 5.000 desmayos en cada concierto de sus giras. - El setlist original contó con las canciones "The Way You Make Me Feel" y "Bad", pero fueron eliminadas después del octavo concierto en Oslo. Sin embargo, estas dos canciones se interpretaron en las primeras cuatro presentaciones en Tokio. A pesar de ser ensayadas para la segunda etapa, fueron definitivamente retiradas. - En algunos de los conciertos de 1992 una de las bailarinas descendía al escenario vestida como un ángel en el final de “Will You Be There”. Este final fue reemplazado en múltiples ocasiones por un niño traduciendo, en lengua de señas, las últimas palabras que Jackson enunciaba. - En 1992, “We Are the World” consistió en un interludio de video. En 1993, se amplió con la incorporación de un instrumental con la banda y los vocalistas de la gira (con la participación de la audiencia). - En la segunda etapa, "Man In The Mirror" y el "Rocket Man" sólo se interpretaron en algunos conciertos en Bangkok, Buenos Aires, Santiago de Chile y Ciudad de México - A partir del 31 de octubre de 1993, el Medley de los Jackson 5 se retiró del setlist. - Slash apareció como invitado especial para interpretar "Black Or White" en los conciertos en Oviedo, Santa Cruz de Tenerife y los dos últimos conciertos de Japón en 1992. - "Thriller" no se interpretó en el concierto en Estambul el 23 de septiembre de 1993, siendo este el único concierto de toda la carrera solitaria de Jackson en no tener esa canción. - Jackson grabó mensajes para los admiradores tras la cancelación de conciertos en Bangkok y Singapur por razones de salud, para disculparse por lo sucedido y agradecerles su apoyo y su comprensión. - A partir del segundo concierto realizado en São Paulo, la grúa empleada originalmente en “Beat It” fue reutilizada en la segunda etapa de la gira durante “Black or White”. - Durante el concierto del 23 de octubre en Santiago de Chile, Jackson utilizaría chaquetas en canciones donde nunca había utilizado anteriormente. - Para la segunda etapa se ensayaron Working Day And Night y Beat It, pero fueron eliminadas. Se cree que esto fue debido a la retirada de la guitarrista Jennifer Batten, que hacía los solos de guitarra en estas dos canciones. | |
| | Este artículo o sección necesita referencias que aparezcan en una publicación acreditada. Busca fuentes: «Dangerous World Tour» – noticias · libros · académico · imágenesEste aviso fue puesto el 9 de junio de 2023. |

## Actos de apertura
- Kris Kross (fechas europeas de 1992)[14]
- Rozalla (Europa)[15]
- D'Influence (Inglaterra y Escocia)[16]
- Snap! (Monza y Bucarest)[17][18][19]
- Culture Beat (Moscú)[20]
- TLC (Monza y América Latina)

## Fechas de la gira
| Europa                   |                        |              |                                  |                      |
| 27 de junio de 1992      | Múnich                 | Alemania     | Estadio Olímpico de Múnich       | [ 22 ]               |
| 30 de junio de 1992      | Róterdam               | Países Bajos | De Kuip                          | [ 23 ]               |
| 1 de julio de 1992       | Róterdam               | Países Bajos | De Kuip                          | [ 23 ]               |
| 4 de julio de 1992       | Roma                   | Italia       | Estadio Flaminio                 | [ 24 ]               |
| 6 de julio de 1992       | Monza                  | Italia       | Stadio Brianteo                  | [ 25 ]               |
| 7 de julio de 1992       | Monza                  | Italia       | Stadio Brianteo                  | [ 25 ]               |
| 11 de julio de 1992      | Colonia                | Alemania     | Estadio Müngersdorfer            | [ 26 ] [ 27 ]        |
| 15 de julio de 1992      | Oslo                   | Noruega      | Valle Hovin                      | [ 28 ]               |
| 17 de julio de 1992      | Estocolmo              | Suecia       | Estadio Olímpico de Estocolmo    | [ 29 ]               |
| 18 de julio de 1992      | Estocolmo              | Suecia       | Estadio Olímpico de Estocolmo    | [ 29 ]               |
| 20 de julio de 1992      | Copenhague             | Dinamarca    | Gentofte Stadion                 | [ 30 ]               |
| 22 de julio de 1992      | Werchter               | Bélgica      | Festivalpark Werchter            | [ 31 ]               |
| 25 de julio de 1992      | Dublín                 | Irlanda      | Lansdowne Road                   | [ 32 ]               |
| 30 de julio de 1992      | Londres                | Reino Unido  | Estadio de Wembley               | [ 33 ]               |
| 31 de julio de 1992      | Londres                | Reino Unido  | Estadio de Wembley               | [ 34 ]               |
| 5 de agosto de 1992      | Cardiff                | Reino Unido  | Cardiff Arms Park                | [ 35 ]               |
| 8 de agosto de 1992      | Bremen                 | Alemania     | Weserstadion                     | [ 36 ]               |
| 10 de agosto de 1992     | Hamburgo               | Alemania     | Volksparkstadion                 | [ 37 ]               |
| 13 de agosto de 1992     | Hamelin                | Alemania     | Weserberglandstadion             | [ 38 ]               |
| 16 de agosto de 1992     | Leeds                  | Reino Unido  | Roundhay Park                    | [ 39 ]               |
| 18 de agosto de 1992     | Glasgow                | Reino Unido  | Glasgow Green                    | [ 40 ] [ 41 ]        |
| 20 de agosto de 1992     | Londres                | Reino Unido  | Estadio de Wembley               |                      |
| 22 de agosto de 1992     | Londres                | Reino Unido  | Estadio de Wembley               |                      |
| 23 de agosto de 1992     | Londres                | Reino Unido  | Estadio de Wembley               | [ 16 ]               |
| 26 de agosto de 1992     | Viena                  | Austria      | Estadio Prater                   | [ 42 ] [ 43 ]        |
| 28 de agosto de 1992     | Fráncfort del Meno     | Alemania     | Waldstadion                      |                      |
| 30 de agosto de 1992     | Ludwigshafen           | Alemania     | Südweststadion                   | [ 44 ]               |
| 2 de septiembre de 1992  | Bayreuth               | Alemania     | Hans-Walter-Wild-Stadion         | [ 45 ]               |
| 4 de septiembre de 1992  | Berlín                 | Alemania     | Friedrich-Ludwig-Jahn-Sportpark  | [ 46 ]               |
| 8 de septiembre de 1992  | Lausana                | Suiza        | Stade de La Pontaise             |                      |
| 13 de septiembre de 1992 | París                  | Francia      | Hippodrome de Vincennes          | [ 47 ]               |
| 16 de septiembre de 1992 | Toulouse               | Francia      | Stade de Toulouse                |                      |
| 18 de septiembre de 1992 | Barcelona              | España       | Estadio Olímpico de Montjuïc     | [ 48 ]               |
| 21 de septiembre de 1992 | Oviedo                 | España       | Estadio Carlos Tartiere          | [ 49 ]               |
| 23 de septiembre de 1992 | Madrid                 | España       | Estadio Vicente Calderón         | [ 50 ]               |
| 26 de septiembre de 1992 | Lisboa                 | Portugal     | Estadio José Alvalade            | [ 51 ]               |
| 1 de octubre de 1992     | Bucarest               | Rumania      | Estadio Lia Manoliu              | [ 52 ]               |
| Asia                     |                        |              |                                  |                      |
| 12 de diciembre de 1992  | Tokio                  | Japón        | Domo de Tokio                    | [ 58 ] [ 59 ]        |
| 14 de diciembre de 1992  | Tokio                  | Japón        | Domo de Tokio                    |                      |
| 17 de diciembre de 1992  | Tokio                  | Japón        | Domo de Tokio                    |                      |
| 19 de diciembre de 1992  | Tokio                  | Japón        | Domo de Tokio                    |                      |
| 22 de diciembre de 1992  | Tokio                  | Japón        | Domo de Tokio                    |                      |
| 24 de diciembre de 1992  | Tokio                  | Japón        | Domo de Tokio                    |                      |
| 30 de diciembre de 1992  | Tokio                  | Japón        | Domo de Tokio                    |                      |
| 31 de diciembre de 1992  | Tokio                  | Japón        | Domo de Tokio                    | [ 60 ]               |
| 24 de agosto de 1993     | Bangkok                | Tailandia    | Estadio Suphachalasai            | [ 61 ]               |
| 27 de agosto de 1993     | Bangkok                | Tailandia    | Estadio Suphachalasai            | [ 62 ]               |
| 29 de agosto de 1993     | Ciudad de Singapur     | Singapur     | Estadio Nacional de Singapur     | [ 63 ]               |
| 1 de septiembre de 1993  | Ciudad de Singapur     | Singapur     | Estadio Nacional de Singapur     | [ 64 ]               |
| 4 de septiembre de 1993  | Taipéi                 | Taiwán       | Estadio Municipal de Taipéi      | [ 65 ]               |
| 6 de septiembre de 1993  | Taipéi                 | Taiwán       | Estadio Municipal de Taipéi      | [ 66 ]               |
| 10 de septiembre de 1993 | Fukuoka                | Japón        | Domo de Fukuoka                  | [ 67 ]               |
| 11 de septiembre de 1993 | Fukuoka                | Japón        | Domo de Fukuoka                  | [ 68 ]               |
| Europa                   |                        |              |                                  |                      |
| 15 de septiembre de 1993 | Moscú                  | Rusia        | Estadio Olímpico Luzhnikí        | [ 70 ]               |
| Asia                     |                        |              |                                  |                      |
| 19 de septiembre de 1993 | Tel Aviv               | Israel       | Parque Yarkon                    | [ 73 ]               |
| 21 de septiembre de 1993 | Tel Aviv               | Israel       | Parque Yarkon                    | [ 74 ]               |
| 23 de septiembre de 1993 | Estambul               | Turquía      | Estadio BJK İnönü                | [ 75 ]               |
| Europa                   |                        |              |                                  |                      |
| 26 de septiembre de 1993 | Santa Cruz de Tenerife | España       | Puerto de Santa Cruz de Tenerife | [ 77 ]               |
| América Latina           |                        |              |                                  |                      |
| 8 de octubre de 1993     | Buenos Aires           | Argentina    | Estadio Monumental               | [ 78 ]               |
| 10 de octubre de 1993    | Buenos Aires           | Argentina    | Estadio Monumental               | [ 79 ] [ 80 ] [ 81 ] |
| 12 de octubre de 1993    | Buenos Aires           | Argentina    | Estadio Monumental               |                      |
| 15 de octubre de 1993    | São Paulo              | Brasil       | Estadio Morumbi                  | [ 82 ]               |
| 17 de octubre de 1993    | São Paulo              | Brasil       | Estadio Morumbi                  | [ 83 ]               |
| 23 de octubre de 1993    | Santiago de Chile      | Chile        | Estadio Nacional de Chile        | [ 84 ]               |
| 29 de octubre de 1993    | Ciudad de México       | México       | Estadio Azteca                   | [ 85 ]               |
| 31 de octubre de 1993    | Ciudad de México       | México       | Estadio Azteca                   | [ 86 ]               |
| 7 de noviembre de 1993   | Ciudad de México       | México       | Estadio Azteca                   | [ 87 ]               |
| 9 de noviembre de 1993   | Ciudad de México       | México       | Estadio Azteca                   | [ 88 ]               |
| 11 de noviembre de 1993  | Ciudad de México       | México       | Estadio Azteca                   |                      |

### Personal
| Intérpretes principales - Voz principal, bailarín y coreógrafo: Michael Jackson Bailarines - LaVelle Smith Jr. - Jamie King - Eddie Garcia - Randy Allaire (1992) - Travis Payne (1993) - Damon Navandi - Bruno «Taco» Falcon - Jason Yribar - Michelle Berube - Yuko Sumida | ;Miembros de la banda - Director musical: Greg Phillinganes (1992), Brad Buxer (1993) - Asistente de dirección musical: Kevin Dorsey - Teclados/sintetizadores: Greg Phillinganes (1992), Brad Buxer, Isaiah Sanders (1993) - Batería: Ricky Lawson - Guitarra rítmica/líder: Jennifer Batten (1992), Becky Barksdale (1993), David Williams - Bajo eléctrico/bajo sintético: Don Boyette - Director vocal: Kevin Dorsey - Coros: Darryl Phinnessee, Dorian Holley, Siedah Garrett, Kevin Dorsey |

### Créditos
| Creación - Espectáculo concebido y creado por: Michael Jackson y Kenny Ortega - Coreografiado por: Michael Jackson - “Jam” coreografiada por: Michael Jackson y LaVelle Smith - Director artístico: Michael Jackson - Escenificado y diseñado por: Kenny Ortega - Escenografía diseñada por: Tom McPhillips - Diseñador de iluminación: Peter Morse - Director ejecutivo: MJJ Productions - Norma E. Staikos - Director de seguridad: Bill Bray - Trajes diseñados por: Dennis Tompkins y Michael Bush - Cabello y maquillaje: Karen Faye-Mitchell - Administración personal: Gallin Morey Associates - Sandy Gallin, Jim Morey | Otros - Programa de la gira: John Coulter - Director asociado: Peggy Holmes - Fotógrafo de la gira: Sam Emerson - Asistencia a los trucos de magia: David Copperfield - Rocket Man: Kinnie Gibson |

### Equipo de producción
- Producción: MJJ Productions
- Vicepresidente de comunicaciones de MJJ Productions: Bob Jones
- Mánager de la gira: Paul Gongaware
- Jefe de producción: Chris Tervit
- Ejecutivo de producción: Benny Collins
- Coordinador de producción: Caprise Arreola
- Director de escena: Harold Jones
- Construcción de escenografía por: Michael Tait